# Киргизско-пакистанские отношения
Киргизско-пакистанские отношения — двусторонние дипломатические отношения между Кыргызстаном и Пакистаном.
Страны являются членами ШОС.

## История
Пакистан стал одной из первых стран мира, признавшей независимость Кыргызстана. 10 мая 1992 года были установлены официальные дипломатические отношения между странами. В ноябре 1992 года Пакистан, Иран, Турция, Афганистан и пять бывших советских республик: Казахстан, Азербайджан, Кыргызстан, Туркмения и Узбекистан начали активно сотрудничать в рамках Организации экономического сотрудничества (ОЭС), которая стала одной из крупнейших экономических организаций в мире. Премьер-министр Пакистана Наваз Шариф считал, что ОЭС является продолжателем исторического Великого шёлкового пути. Пакистан выразил готовность организовать строительство крупной сети автомагистралей для связи Центральной Азии с Аравийским морем, а также развивать железнодорожное сообщение между государствами региона.
24 сентября 2013 года поверенный в делах Кыргызстана Кубанычбек Почоевич Токторбаев сделал заявление в Исламабаде, что его страна заинтересована в развитии экономических отношений с Пакистаном и готова присоединиться к Китайско-пакистанскому экономическому коридору. 30 июня 2015 года премьер-министр Пакистана Наваз Шариф совершил официальный визит в Бишкек, где провёл встречу с президентом Кыргызстана Алмазбеком Шаршеновичем Атамбаевым. Стороны отметили сотрудничество между странами в борьбе с терроризмом, незаконным оборотом наркотиков, экстремизмом, а также развитие торгово-экономических отношений. В 2015 году поверенный в делах Кыргызстана выступил в торговой палате Лахора с заявлением, что Кыргызстан готов развивать торгово-экономическое сотрудничество с Пакистаном и заинтересована в поставках текстиля и фармацевтической продукции из этой страны.
В мае 2017 года правительства обеих стран отметили 25-ю годовщину установления дипломатических отношений.

## Торговые отношения
В 2015 году объём товарооборота между странами составил сумму около 1 млн. долларов США.

## Дипломатические представительства
- Кыргызстан имеет посольство в Исламабаде[9].
- У Пакистана имеется посольство в Бишкеке[10].